# Bernhard Rée
Bernhard Philip Rée (født 18. juli 1813 i Aarhus, død 13. november 1868 på Jydske Asyl) var en dansk bladredaktør og politiker, broder til Anton og Julius Rée.

## Redaktør
Han var en søn af grosserer Hartvig Philip Rée, blev 1830 student fra sin fødebys lærde skole, tog året efter Anden Eksamen og studerede en tid lang til juridisk eksamen. 1838 blev han redaktør af Aalborg Stiftstidende og var 1841-47 tillige boghandler i Aalborg. For at kunne ægte sin farbroders enke, der var medudgiver af bladet, gik han 1841 over til kristendommen, dog kun på skrømt, og fik 1845 selv bevilling på at være bogtrykker samt var nu medudgiver indtil sin død. Bladet blev under hans ledelse mere selvstændigt redigeret, end provinsbladene den gang i reglen var, og det vandt efterhånden stor indflydelse i Vendsyssel; men hans sprog var tit svulstigt og skruet. Han udgav desuden et par underholdende tidsskrifter, Læsekabinettet (1841-42, 3 bind) og Nyeste Aftenpost (1849), samt Almindelig dansk Landbotidende (1846). 1844-46 samt på ny 1860 var han borgerrepræsentant og virkede både i denne stilling og som redaktør ivrig for alle kommunale fremskridt. Han var 1858 medlem af en komité for at oprette dampskibsfart til Nørresundby – et spørgsmål, han allerede 1844 havde været med at rejse –, og herfra udvikledes snart planen til en pontonbro. Desuden gav han i 1840'erne stødet til udvikling af postvæsenet i Jylland og var 1846-47 medlem af bestyrelsen for amtets landboforening.

## Politiker
1844 valgtes han til den jyske stænderforsamling og gav møde her i 3 samlinger, 1844-48; i den sidste stod han alene i kampen mod kongevalg til Den Grundlovgivende Rigsforsamling. Også til denne blev han valgt i Voldumkredsen (Randers Amts 6. kreds) og var medlem af dens finansudvalg; han stod uden for partierne, men hældede mest til venstre side. Han talte for ét kammer, valgt ved almindelig valgret og hemmelig afstemning, samt for suspensivt veto, men tillige for embedsmændenes uafhængighed. 1849-1854 var Rée medlem af Folketinget, stadig valgt ved kåring, først for Aalborg Amts 3., siden for 5. kreds. Han tog ikke ringe del i forhandlingerne og i udvalgsarbejdet om økonomiske spørgsmål – var i de 2 første samlinger medlem af Finansudvalget – og tog ordet for progressiv indkomstskat, for salg af De vestindiske Øer og for opgivelse af Porcelænsfabrikken og Stutteriet. Som ivrig helstatsmand støttede han 1853-54 ministeriet Ørsted, selv hvor det havde hele tinget imod sig. 1864-66 sad han igen i Folketinget, 1865-66 tillige i Rigsrådets Folketing; han stemte her både for C.C.V. Nyholms og for C.S. Kleins forslag om Landstingets sammensætning og for den gennemsete Grundlov, medens han i Rigsdagen kæmpede imod den. Endelig blev han 1866 valgt til Landstinget, men måtte 1867 som sindssyg opgive sit sæde. Han døde 13. november 1868 på Aarhus Sindssygeanstalt og jordfæstedes på den jødiske kirkegård.
Han havde 28. august 1841 ægtet Julie Rée, f. Hinrichsen (1812 – 11. april 1845), datter af en købmand Hinrichsen i Schwerin, og 24. april 1853 Anne Marie Seedorff (1. maj 1835 – ), datter af redaktør Nicolaus Seedorff i Odense (1808-1854).